# Deux heures moins le quart avant Jésus-Christ
Pour plus de détails, voir Fiche technique et Distribution.
Deux heures moins le quart avant Jésus-Christ est un film franco-tunisien réalisé par Jean Yanne, sorti en 1982. Le film raconte l'histoire de Ben-Hur Marcel (Coluche), garagiste dans une colonie de l'Empire romain, se retrouvant malgré lui impliqué dans un faux complot contre César (Michel Serrault).
Le film est une parodie anachronique de péplum. Il comptabilise 4 601 239 entrées en France, ce qui le place en troisième position du box-office français de l'année 1982. C'est le sixième et avant-dernier film de Jean Yanne en tant que réalisateur.

## Synopsis
Au temps de l'Empire romain, un modeste fabricant de chars se retrouve victime d'une machination politique visant Jules César.
Dans cette parodie de péplum, peuplée d'anachronismes, un garagiste pour chars, Ben-Hur Marcel se retrouve malgré lui représentant syndical face à l'armée romaine. Pris dans une histoire de complot contre un César homosexuel et intéressé uniquement par sa coiffure et le drapé de sa toge, Ben-Hur Marcel se retrouve impliqué dans un imbroglio politique envers l'Égypte antique et sa reine, Cléopâtre VII, affublée d'un accent des faubourgs parisiens. Il s'en sortira grâce au talent de son ami Paulus, chauffeur de taxi. À la fin, tout le monde oublie tout en regardant les niaiseries du journal télévisé au cours duquel est annoncée la naissance d'un enfant dans une étable à Bethléem. Le film s'achève sur une réplique involontairement ironique de Ben-Hur Marcel : « La naissance d'un enfant dans une étable, ça va pas changer la face du monde ! ». À ce moment-là on entend les trois premières notes fortissimo de la musique écrite par Miklós Rósza pour le film Ben Hur (1959) de William Wyler.

## Fiche technique
- Titre : Deux heures moins le quart avant Jésus-Christ
- Réalisation : Jean Yanne
- Assistant réalisateur : Jean-Pierre Vergne
- Scénario : Jean Yanne
- Musique : Jean Yanne et Raymond Alessandrini
- Chansons : Jean Yanne
- Arrangements : Jannick Top et Raymond Alessandrini
- Enregistrement Musique : Gilbert Courtois et William Flageollet
- Directeur de la photographie : Mario Vulpiani
- Montage : Hervé de Luze
- Décors : Théobald Meurisse
- Maquillage : Didier Lavergne
- Chorégraphie : Marilyn Corwin
- Budget : environ 40 millions de francs[1]
- Producteurs : Tarak Ben Ammar pour Carthago Films et Claude Berri pour Renn Productions
- Société de productions : Carthago Films et Renn Productions
- Société de distribution : AMLF
- Pays :  France
- Langue : français
- Format : couleurs - Technovision 2,35:1 - Prise de son monophonique - Mixage stéréo - 35 mm
- Genre : comédie
- Durée : 97 minutes
- Date de sortie en salles : 6 octobre 1982
- Classification : Tous publics lors de sa sortie en salles en France

## Distribution
- Coluche : Ben-Hur Marcel / Amineméphèt / le pharaon « Sésostris » Aménofis Niopartalephet
- Michel Serrault : Jules César
- Jean Yanne : Paulus
- Michel Auclair : le consul Demetrius Cassius Cornelius Marcus Octavius Titus
- Françoise Fabian : Laetitia, la femme du consul
- Mimi Coutelier : Cléopâtre
- Darry Cowl : Faucuius, le conseiller du consul
- Paul Préboist : le gardien du lion Lucien
- Daniel Emilfork : Tatouius
- André Pousse : un centurion
- Michel Constantin : le secutor Flavien Magister
- Philippe Clay : le héraut de l'arène
- José Artur : Reginus
- Yves Mourousi : le présentateur du journal télévisé
- Léon Zitrone : le présentateur des jeux du cirque
- Valérie Mairesse : une prostituée
- Jean-Pierre Dravel : un garde
- Jacques Heripret
- G. G. Junior : le fils du consul
- Daniel Laloux : un garde
- Paul Mercey : un commerçant
- Moustache : l'émir
- Lawrence Riesner : Flicum
- Lionel Rocheman : un commerçant
- Ibrahim Seck : un commerçant
- Michel Tugot-Doris : un garde
- Maurice Vamby : un commerçant

## Production

### Genèse et développement
Au tournant des années 1980, Jean Yanne prépare un scénario ambitieux tournant en dérision la Rome antique, agrémenté d'anachronismes, portant dès le début le titre Deux heures moins le quart avant Jésus-Christ,. Alors qu'il vient de connaître deux échecs d'affilée, Chobizenesse (1975) et Je te tiens, tu me tiens par la barbichette (1979), superproductions ruineuses, il se lance pourtant encore dans un nouveau film à grand spectacle nécessitant d'énormes moyens. Il en parle dès l'été 1979 après le bide de Je te tiens, tu me tiens par la barbichette, annonçant le sujet, le titre, un tournage en Tunisie et une distribution internationale : Alberto Sordi pour le rôle principal, Telly Savalas (connu pour Kojak) en Jules César, Ugo Tognazzi, Annie Girardot, Bernard Blier ou encore Michel Sardou. Yanne est à cette époque en exil fiscal à Los Angeles et partage son temps entre la France et les États-Unis,. Certains de ses travaux intéressent l'industrie du divertissement américaine : début 1981, il transforme son scénario pour en tirer une série télévisée et prépare un épisode pilote, avec un rôle envisagé pour John Belushi, auréolé du succès des Blues Brothers (1980),. À la même période, le producteur Claude Berri se rend à la cérémonie des Oscars pour Tess (1979) et retrouve Yanne. Berri reprend en main le projet pour en faire un film français, mené par son acteur-vedette Coluche, qu'il tient sous contrat pour quatre films,.

« Je veux montrer que la civilisation romaine était, sur le plan de la vie quotidienne, identique à la nôtre, que les gens avaient exactement les mêmes emmerdements, que ce soit avec leurs enfants, les impôts, l'administration tatillonne ou la circulation urbaine. J'ai parsemé ici et là quelques anachronismes comme le téléphone ou la télévision. Tant pis si cela peut contrarier. C'est fait pour ! Quand on est sourcilleux sur l'authenticité historique, on a tendance à voir de l'apocryphe partout. À l'époque du Christ, les gens râlaient déjà contre les problèmes de la circulation qui, à Rome, était de la catégorie périphériques du vendredi soir. Si l'un de mes personnages fume une gauloise filtre, c'est une erreur puisque le bout filtre n'existait pas encore. Mais s'il l'allume, c'est de l'avéré puisque l'allumette avait déjà été inventée. »

— Jean Yanne.
Malgré l'époque où se déroule l'histoire, Jean Yanne réussit à insérer du placement de produit dans son film : de nombreuses marques commerciales apparaissent tout au long du film, leur nom étant simplement « romanisé ». On découvre ainsi les marques romaines « Martinius » (dans le bistrot au début du film) puis, dans la scène des jeux du cirque, « Boursinum » (le slogan étant « panem, vinum, boursinum », parodiant ainsi la formule « panem et circenses » et le slogan réel de la marque Boursin, « du pain, du vin, du Boursin ») ; « Dunlopus Fortus », « Bananiam » (dont le slogan est « Yabonus Bananiam » en référence au « Y'a bon Banania » de la marque), « Poelum Tefalum », etc. Par ailleurs, certaines marques sont montrées sans que leurs noms soient détournés, comme Camel avec le paquet de cigarettes que Cléopâtre montre à César ou encore le logo d'AMLF, visible sur l'un des chars de la course.

### Choix des interprètes
Le film relance la carrière de Jean Yanne des deux côtés de la caméra, lui qui a connu des échecs commerciaux successifs avec ses réalisations comme Chobizenesse et Je te tiens, tu me tiens par la barbichette.
Le Jules César efféminé campé par Michel Serrault surfe délibérément sur la vague du succès de la pièce de théâtre La Cage aux folles et son adaptation au cinéma, dont la suite, La Cage aux folles 2, était sortie au cinéma deux ans plus tôt.
Pendant le tournage, les rapports entre Jean Yanne et Coluche sont exécrables. Les deux comédiens manquent d'en arriver aux mains à plusieurs reprises ; mais, à la suite d'une médiation de Michel Serrault, les relations sont apaisées. Pour le reste du tournage, les deux comédiens s'ignorent,. La raison de la dispute est une évocation injurieuse de Jacques Martin par Coluche, qui ignorait que Paul Mercey et Jean Yanne étaient les meilleurs amis de Jacques Martin, ce dernier devant participer au film mais qui, malade, sera remplacé par Léon Zitrone. Jean Yanne voulait remplacer Coluche par Maurice Risch, mais les trois sociétés de productions qui produisaient le film refusèrent, Coluche attirant potentiellement beaucoup plus de cinéphiles que Risch. Par la suite, Jacques Martin n'invitera jamais Coluche à ses émissions.[réf. nécessaire]

### Costumes
En plus d'interpréter Cléopâtre, Mimi Coutelier est la costumière du film : elle dessine huit cents costumes et en réalise mille cent.

### Tournage

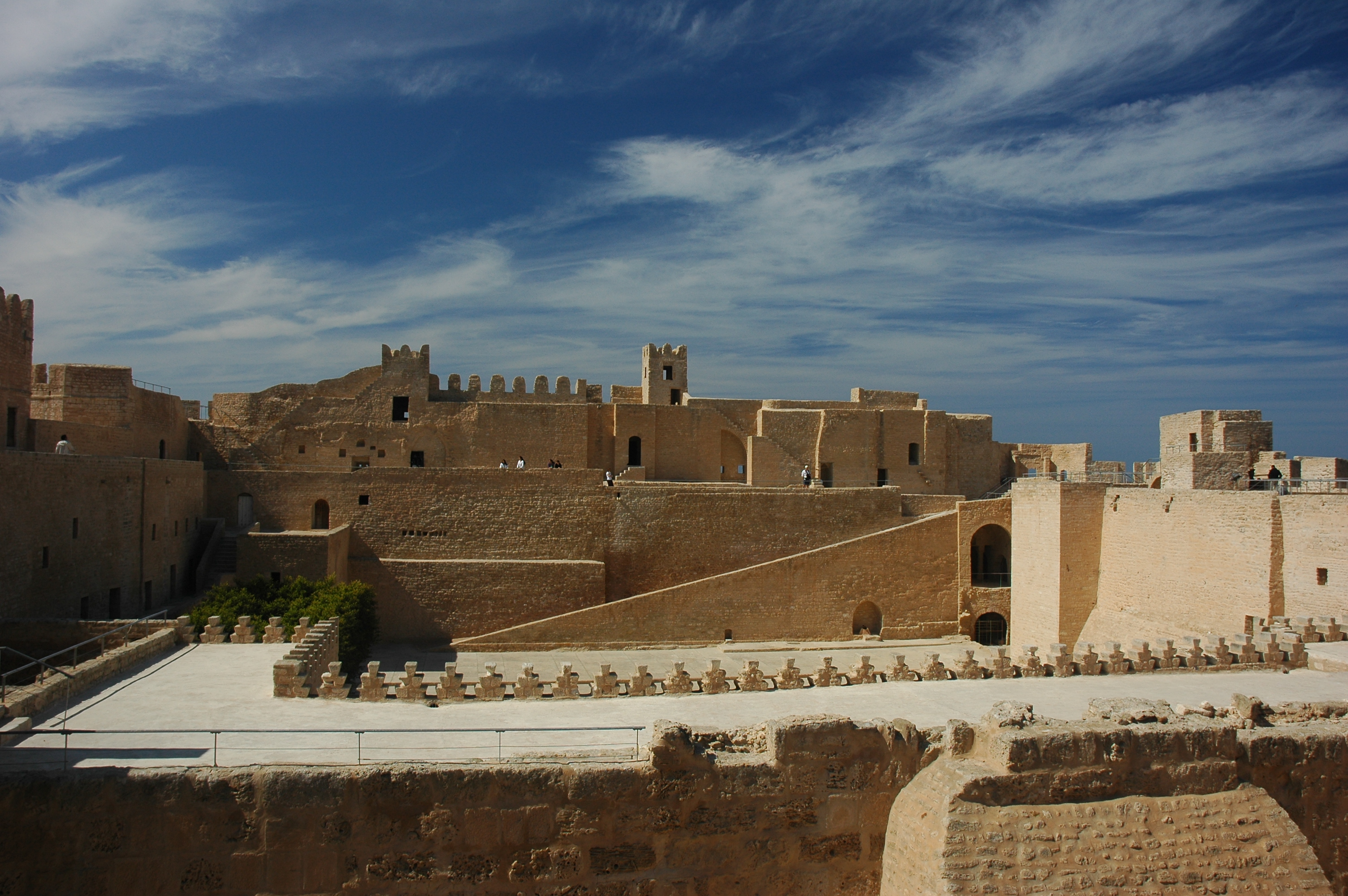
Le ribat de Monastir où ont été tournées les scènes d'extérieurs.

L'essentiel du tournage se déroule dans la cour du ribat de Monastir, une forteresse tunisienne en partie en ruines, précédemment utilisée pour Monty Python : La Vie de Brian. À ces décors réels sont rajoutés des éléments en staff (des colonnes, entre autres).
Lors du tournage, Jean Yanne déclare que ces ajouts sont si réalistes qu'ils sont difficilement différentiables des éléments anciens, ce qui pourrait poser problème au moment de leur destruction après les prises de vue. Les salles voûtées du ribat servent également de décor à la scène de la discothèque gay située dans les catacombes.

### Bande originale
Disciple de Michel Magne, qui avait composé les bandes-originales de trois de films de Jean Yanne, Raymond Alessandrini écrit quelques morceaux de « fausse musique classique » pour Chobizenesse (1975), auquel Magne n'avait pas le temps de participer. Il retrouve Jean Yanne par hasard peu de temps après avoir composé la véritable première musique de film de sa carrière (pour le téléfilm Les Joies de la famille Pinelli de Jean L'Hôte en 1982), qui lui propose de mettre en musique son nouveau projet, Deux heures moins le quart avant Jésus-Christ. Pour son péplum comique, Yanne désire une musique parodiant la composition de Miklós Rózsa pour Ben Hur (1959), qui a posé les bases de toute la musique de péplum des années 1960 et suivantes.
Raymond Alessandrini accepte avec enthousiasme, étant un grand admirateur de l'œuvre de Rózsa, Ben Hur en particulier. Il pastiche Rózsa en composant des mélodies « orientales » (juives ou arabisantes), à l'orchestration romantique. Amusé par le mélange des genres musicaux et l'anachronisme, Jean Yanne mêle aux compositions symphoniques des éléments modernes, comme une rythmique, des passages de jazz, de reggae, de country, ou encore des références à d'autres mélodies ; il pastiche aussi des tubes de l'époque avec le reggae Jouez transistors, résonnez cassettes qui rappelle les chansons d'alors de Serge Gainsbourg ou le disco de la boîte de nuit Homosexualis Discothecus évoquant la musique de Giorgio Moroder. Yanne écrit lui-même la mélodie et les paroles de Jouez transistors, résonnez cassettes, ainsi que trois thèmes du film. Certains morceaux sont prêts avant même le tournage, devant servir à des chorégraphies. Le reste de la musique est enregistré en août 1982 avec une grande formation de près de cent musiciens, l'orchestre symphonique de Londres, utilisé par John Williams sur la trilogie de La Guerre des étoiles à la même époque,. Selon Alessandrini, la production de la musique du film a « coûté une fortune ».

« Dans le travail avec moi, [Jean Yanne] était très directif, et très changeant à la fois, ce qui était un peu angoissant car il avait une imagination sans limites qui était en activité en permanence. Par exemple, la veille de l'enregistrement à Londres avec le London Symphony Orchestra, où il y avait près de 100 musiciens, il m'annonce qu'une scène a changé, je suis devenu tout blanc. J'ai donc passé une grande partie de la nuit à refaire un morceau pour pouvoir l'enregistrer le lendemain, car les minutages avaient changé. Mais sinon, il ne m'a jamais embêté sur le minutage, il me disait de faire ce que je voulais. Il y avait des contraintes particulières, mais pour la musique du film elle-même, j'étais libre. J'ai même enregistré beaucoup plus que ce dont on avait besoin. »

— Raymond Alessandrini, 2012.
La bande originale de Deux heures moins le quart avant Jésus-Christ paraît à la sortie du film, sur 33 tours et cassette audio chez RCA,. Une ré-édition plus complète, supervisée par Raymond Alessandrini, tirée des masters originaux, avec des titres inédits ou plus longs, sort en 2012 chez Music Box Records,.

### Montage
Malgré le retard causé par des intempéries et la construction fastidieuse des décors, le montage du film, réalisé dans un laps de temps plus court, parvient à être achevé dans les temps. Ce premier montage dure néanmoins deux heures, ce qui n'est pas du goût du producteur, qui réclame de le réduire de vingt minutes. Jean Yanne refuse et le laisse se débrouiller. Le monteur Hervé de Luze doit donc terminer seul le montage du film. Le producteur, anxieux, déjà mis en difficulté financière par les coûts du film, décide de couper grossièrement, sans montage, en supprimant une bobine entière de vingt minutes de ce premier montage, méthode qui permet de ne pas prendre de temps à revoir le mixage et le montage du film. La réduction ne s'est pas donc faite en supprimant çà et là quelques longueurs et petites scènes de moins bonne qualité mais en enlevant la seule bobine pouvant disparaître sans que l'histoire ne devienne trop incompréhensible. Le réalisateur ne découvre le film réduit qu'à la sortie en salles.
Parmi les scènes de cette bobine, on sait qu'ont disparu des passages où Ben-Hur Marcel et Paulus font campagne auprès des différents corps de métiers dans les latrines publiques, dont les émirs des « pays producteurs d'avoine » (une scène qui apparaît dans la bande-annonce), ce qui rend plus compréhensible tous les ralliements autour d'« Amineméphèt » à la fin. Mimi Coutelier devait également chanter durant deux minutes dans son rôle de Cléopâtre, parodiant Marlene Dietrich, une chanson intitulée Cleopatra Lied. Certaines scènes coupées du film figurent sur l'édition vidéo parue en 2014, dont une scène où Claude Berri joue le psychanalyste de César. Les musiques enregistrées pour la bobine coupée ne sont publiées pour la première fois qu'à la réédition de la bande originale en 2012. Valérie Mairesse avait tourné avec Jean Yanne une longue scène finalement coupée au montage pour épargner au film une trop longue durée. Réduite à quelques secondes à l'écran, la contribution de l'actrice n'en fut pas moins créditée « avec la participation amicale de » au générique.[réf. nécessaire]

## Sortie

### Promotion
L'affiche du film parodie celle de Ben Hur (1959). L'idée en revient à Laurent Pétin, alors chargé de la communication de la société de distribution AMLF.
Un dessinateur réalise d'abord un logo pour le papier à lettres de la production, en parodiant cette affiche, puis reprend l'idée pour l'affiche du film,.
Pour donner une perspective réaliste au monument en lettres de pierre représentant le titre, celui-ci est construit en volume et en plâtre. Pour donner de la vie à l'affiche, les personnages du films sont ajoutés au pied du monument : d'abord dessinés par Jean-Luc Belin, ils sont finalement réalisés par Picotto, les personnages du premier dessinateur étant trop rondouillards et affublés de gros nez, ce qui ne collait pas vraiment avec la nature du projet et le potentiel du film. D'autres affiches, cette fois au format pantalon (format en hauteur de 60 x 160 cm), sont diffusés : celles-ci misent sur les visages des trois acteurs principaux, Coluche, Michel Serrault et Jean Yanne ; trois affiches sont maquettées, une par acteur, caricaturés par Jean Mulatier.

### Accueil critique
Deux heures moins le quart avant Jésus-Christ reçoit un accueil désastreux de la critique. Les journalistes ciblent la vulgarité et le ton rude de Coluche, Jean Yanne ou Mimi Coutelier, les relents homophobes de l'intrigue, et le manque de finesse de certains gags. Serge Daney des Cahiers du cinéma dénonce une superproduction consistant à « dépenser quatre milliards de centimes pour gonfler une revue de cabaret aux dimensions d'une fresque mahousse, traiter un grand sujet (César et Cléôpatre) avec un petit regard et de gros moyens ». Positif fustige « l'hypertophie d'un sketch de café-théâtre un peu vieillot, du cabaret super-huit gonflé en 35 mm ». Première blâme un « résultat des courses franchement décevant ». La presse généraliste est également déçue. Après Chobizenesse et Je te tiens, tu me tiens par la barbichette, les commentateurs prédisent un nouvel échec pour Yanne.

### Box-office
| Pays              | Box-office        | Nbre de sem. | Classement TLT | Source |
| Box-office France | 4 601 200 entrées | 14 sem.      | 3e de 1982     |        |
| Box-office Paris  | 1 044 014 entrées | 41 sem.      | 4e de 1982     |        |

Lors de sa sortie en salles, le film obtient pendant sa première semaine à Paris un record au box-office avec 396 595 entrées, battant l'ancien record du film de James Bond Rien que pour vos yeux de 85 000 entrées.
Ce record ne tiendra pas plus de trois semaines, battu par L'As des as de Gérard Oury avec Jean-Paul Belmondo, qui fera 463 028 entrées en première semaine. Il sera le troisième grand succès de l'année, juste derrière E.T. l'extra-terrestre et L'As des as.
| Semaine | Semaine                            | Rang | Entrées   | Cumul             | no 1 du box-office hebdo.                     |
| ------- | ---------------------------------- | ---- | --------- | ----------------- | --------------------------------------------- |
| 1       | 6 octobre au 12 octobre 1982       | 1er  | 1 452 394 | 1 453 649 entrées | Deux heures moins le quart avant Jésus-Christ |
| 2       | 13 octobre au 19 octobre 1982      | 1er  | 992 292   | 2 445 941 entrées | Deux heures moins le quart avant Jésus-Christ |
| 3       | 20 octobre au 26 octobre 1982      | 1er  | 712 588   | 3 158 529 entrées | Deux heures moins le quart avant Jésus-Christ |
| 4       | 27 octobre au 2 novembre 1982      | 4e   | 460 604   | 3 619 133 entrées | L'As des as                                   |
| 5       | 3 novembre au 9 novembre 1982      | 5e   | 200 425   | 3 819 558 entrées | L'As des as                                   |
| 6       | 10 novembre au 16 novembre 1982    | 6e   | 231 624   | 4 051 182 entrées | L'As des as                                   |
| 7       | 17 novembre au 23 novembre 1982    | 7e   | 139 951   | 4 191 133 entrées | La Balance                                    |
| 8       | 24 novembre au 30 novembre 1982    | 10e  | 83 862    | 4 274 995 entrées | Plus beau que moi, tu meurs                   |
| 9       | 1er décembre au 7 décembre 1982    | 11e  | 67 082    | 4 342 077 entrées | E.T., l'extra-terrestre                       |
| 10      | 8 décembre au 14 décembre 1982     | 15e  | 45 432    | 4 387 509 entrées | E.T., l'extra-terrestre                       |
| 11      | 15 décembre au 21 décembre 1982    | 19e  | 30 233    | 4 417 742 entrées | E.T., l'extra-terrestre                       |
| 12      | 29 décembre 1982 au 4 janvier 1983 | 18e  | 37 927    | 4 491 866 entrées | E.T., l'extra-terrestre                       |

## Autour du film
- Au début du film, le consul Dimitrius déclare devant le peuple : « Je vous ai compris », parodiant la célèbre phrase de Charles de Gaulle.
- Le code du passage secret permettant la fuite de Jules César est le code musical du film Rencontres du troisième type (1977) de Steven Spielberg.
- Le nom de la « Compagnie romaine de sécurité » fait évidemment référence aux Compagnies républicaines de sécurité (CRS).
- Le consul, en discutant avec Jules César, parle de fauteurs de trouble connu sous le nom de « Brigade pourpre », une référence évidente aux Brigades rouges.
- Le nom « Ben-Hur Marcel » est un assemblage faisant référence au héros créé par Lewis Wallace, Judah Ben-Hur, et au personnage historique d'Étienne Marcel, prévôt des marchands de Paris (le personnage de Ben Hur Marcel est président de l'« Union des commerçants ») sous le règne de Jean le Bon, qui se retrouva à la tête du mouvement réformateur cherchant à instaurer une monarchie contrôlée en France en 1357.
- La ville de Rahatlocum fait référence aux loukoum, une confiserie d'origine turque ottomane, connue aussi sous le nom de rahat loukoum.
- Le nom du secutor Flavien Magister fait référence au Fouga Magister, célèbre avion de voltige acrobatique ayant servi notamment à la Patrouille de France dans les années 1970.